# Tibor Kotlár
Tibor Kotlár (* 2. července 1993 Bratislava) je slovenský herec, od roku 2024 člen souboru Městského divadla Zlín.

## Život
Herectví se začal věnovat na divadelní úrovni v Bílém divadle (Biele divadlo), jako student působil na Střední umělecké škole scénického výtvarnictva. Následně vystudoval činoherní herectví na Divadelní fakultě Janáčkovy akademie múzických umění v Brně v ateliéru Niky Brettschneiderové a Igora Dostálka (promoval v roce 2023).
Po absolvování JAMU začal dobrovolničit v rehabilitačním centru pro lidi se schizofrenií a na určitý čas si dal od divadla pauzu. Pracoval s duševně nemocnými lidmi, stejně tak s lidmi bez domova i s romskou komunitou. Toto období trvalo pět let. Následně se však k divadlu zase vrátil.
V roce 2016 si zahrál ve filmu Pirko (rež. Lucia Klein Svoboda a Petr Klein Svoboda), v roce 2021 pak účinkoval v divadelním záznamu dramatu Amerika (rež. Michal Dočekal) a v roce 2022 ve studentském filmu Piknik u cesty (rež. Martin Bartošek).
V letech 2020 a 2021 vystupoval ve Studiu Marta, divadelní scéně Divadelní fakulty JAMU v Brně. Dále se pak objevil v letech 2022 až 2024 v brněnském Divadle Feste, od roku 2023 pak i v brněnském Divadle Polárka. Od září 2024 se stal stálým členem souboru Městského divadla Zlín.